# Хайро Самперіо
Хайро Самперіо Бустара (ісп. Jairo Samperio Bustara; 11 липня 1993, Кабесон-де-ла-Саль), відоміший як Хайро (ісп. Jairo) — іспанський футболіст, вінгер.

## Клубна кар'єра
Хайро — вихованець академії сантандерського клубу «Расінг». 2011 року він став виступати в основному складі «Расінга», дебютувавши 27 серпня у грі з «Валенсією». 25 жовтня Хайро забив за клуб свій перший гол, вразивши ворота «Севільї» і принісши своїй команді нічию з рахунком 2:2.
21 червня 2013 року, після проходження медобстеження, Хайро підписав довгостроковий контракт з «Севільєю».
29 серпня 2014 року Хайро перейшов до «Майнца 05», підписавши контракт на 4 роки. Сума трансферу становила 2 мільйони євро. Свій перший сезон він завершив з показниками 2 голи у 22-х матчах, чим допоміг своїй команді посісти 11-те місце.
5 грудня 2015 року Хайро відзначився дублем, а його команда в гостях перемогла Гамбург з рахунком 3–1. 2 березня наступного року він вивів свою команду вперед на 26-й хвилині в гостьовому матчі з Баварією, скориставшись передачею від Джуліо Донаті. Гра завершилася з рахунком 2–1 і для Баварії це була перша домашня поразка в цьому чемпіонаті.

### Лас-Пальма
До Іспанії Хайро повернувся як вільний агент і 1 січня 2018 року підписав угоду на п'ять місяців з клубом Лас-Пальмас, що боровся за виживання в Ла-Лізі. Його дебют за нову команду відбувся 12 днів по тому, коли він вийшов у стартовому складі в матчі проти Жирони, що завершився поразкою 6-0.

### Гамбург
2018 року Хайро повернувся до Німеччини, підписавши контракт з друголіговим клубом Гамбург.

### Малага
29 вересня 2020 Хайро уклав договір на два роки з клубом другого іспанського дивізіону Малагою.

## Статистика виступів
Станом на матч, що відбувся 3 липня 2020
| Клуб               | Сезон              | Ліга                   | Ліга | Ліга | Національний кубок | Національний кубок | Інші | Інші | Загалом | Загалом |
| Клуб               | Сезон              | Дивізіон               | Ігри | Голи | Ігри               | Голи               | Ігри | Голи | Ігри    | Голи    |
| ------------------ | ------------------ | ---------------------- | ---- | ---- | ------------------ | ------------------ | ---- | ---- | ------- | ------- |
| Расінг             | 2011–2012          | Ла-Ліга                | 25   | 2    | 2                  | 0                  | –    | –    | 27      | 2       |
| Расінг             | 2012–12            | Сегунда Дивізіон       | 38   | 10   | 2                  | 0                  | –    | –    | 40      | 10      |
| Расінг             | Загалом            | Загалом                | 63   | 12   | 4                  | 0                  | 0    | 0    | 67      | 12      |
| Севілья            | 2013–14            | Ла-Ліга                | 25   | 4    | 2                  | 1                  | 9    | 1    | 36      | 6       |
| Майнц 05           | 2014–15            | Бундесліга (Німеччина) | 22   | 2    | 0                  | 0                  | –    | –    | 22      | 2       |
| Майнц 05           | 2015–16            | Бундесліга (Німеччина) | 31   | 7    | 2                  | 1                  | –    | –    | 33      | 8       |
| Майнц 05           | 2016–17            | Бундесліга (Німеччина) | 17   | 2    | 1                  | 0                  | 4    | 0    | 22      | 2       |
| Майнц 05           | 2017–18            | Бундесліга (Німеччина) | 2    | 0    | 0                  | 0                  | –    | –    | 2       | 0       |
| Майнц 05           | Загалом            | Загалом                | 72   | 11   | 3                  | 1                  | 4    | 0    | 79      | 12      |
| Лас-Пальмас        | 2017–18            | Ла-Ліга                | 11   | 0    | 1                  | 0                  | –    | –    | 12      | 0       |
| Гамбург            | 2018–19            | друга Бундесліга       | 2    | 0    | 1                  | 0                  | –    | –    | 3       | 0       |
| Гамбург            | 2019–20            | друга Бундесліга       | 14   | 1    | 2                  | 0                  | –    | –    | 16      | 1       |
| Гамбург            | Загалом            | Загалом                | 16   | 1    | 3                  | 0                  | 0    | 0    | 19      | 1       |
| Загалом за кар'єру | Загалом за кар'єру | Загалом за кар'єру     | 187  | 28   | 13                 | 2                  | 13   | 1    | 213     | 31      |

1. 1 2  Ігри в Лізі Європи